# Francesco Cascioli
Francesco Cascioli (Roma, 5 novembre 1953 – Cassino, 22 agosto 2010) è stato un giornalista, scrittore e illustratore italiano, esperto e docente di comunicazione.

## Biografia
Dopo una laurea in filosofia, conseguita a Roma nel 1976, con una tesi ad indirizzo storico, si dedicò al giornalismo. Nel 1977 fu tra i fondatori della rivista satirica "Il Male", per cui realizzò famosi fotomontaggi.(aveva quasi centomila immagini nel suo archivio) In seguito lavorò come illustratore - realizzando copertine per L'Espresso e Famiglia Cristiana - e autore satirico - Tango, Satyricon, Cuore. Nel 2009 fu tra i fondatori della rivista satirica di giornalismo a fumetti "Mamma!"
Nel 1985 creò in coppia con il disegnatore Bruno D'Alfonso il fumetto "Ciacci".
Ha collaborato come autore a diversi programmi tv, tra cui "Magazine tre", "Va Pensiero", "Carramba che sorpresa".
Poco prima di morire scriveva su varie testate del gruppo Focus e forniva consulenze sul posizionamento nei motori di ricerca. Collaborava inoltre con Stefano Marsiglia, il disegnatore Marcello Busetta, il professore Fabiano Petricone, il vignettista Paolo Moriconi e il giornalista Carlo Gubitosa, che gli ha dedicato uno dei capitoli del libro Elogio della Pirateria.
Morì a Cassino, dopo una lunga malattia, a 57 anni.

## Pubblicazioni
- "Ciacci: Professione Studente", con Bruno D'Alfonso, 2006, Il Pennino
- "Barzellette sui rapporti uomo-donna", 2004, Malatempora
- "L'invincibile spada di Orlando", Pisa, 2004
- "Barzellette sui computer e il web", 2004, Malatempora
- "Barzellette sul Cavalier Berlusconi", 2003, Malatempora
- "Barzellette su Bush", 2003, Malatempora
- "Il druido di Cesare", 2003
- "L'anno dei gessetti maledetti", con Bruno D'Alfonso, 1993, Milano
- "Le storie di Ciacci", con Bruno D'Alfonso, 1988, Rizzoli
- "Cronache da dietro la lavagna", con Bruno D'Alfonso, 1986, Rizzoli.